# Могиляне
Могиляне е село в Южна България. То се намира в община Кирково, област Кърджали.

## География
Село Могиляне се намира в планински район.

## История
На 26 декември 1984 година, в началото на кампанията за преименуване на турците по време на Възродителния процес, властите разпръскват със сила демонстрация на жители на Могиляне, при което е убита 17-месечната Тюркян. Нейната смърт предизвиква силен отзвук сред турската общност, като по-късно в нейна памет е построена чешма. Мястото е важен символ на партията Движение за права и свободи.

## Население
Преброяване на населението през 2011 г.
Численост и дял на етническите групи според преброяването на населението през 2011 г.:
|                     | Численост | Дял (в %) |
| Общо                | 275       | 100,00    |
| Българи             | 46        | 16,72     |
| Турци               | 220       | 80        |
| Цигани              | 0         | 0,00      |
| Други               | 0         | 0,00      |
| Не се самоопределят | 3         | 1,09      |
| Неотговорили        | 6         | 2,18      |